# Ommen
Ommen  è un comune olandese di 17 402 abitanti situato nella provincia di Overijssel.